# Tórax en tonel
Se conoce como tórax en tonel cuando ambos diámetros son aproximadamente iguales (p.ej.: se encuentra en pacientes enfisematosos). Normalmente el diámetro anteroposterior es inferior que el transversal. 
- Apuntes de Semiología del Examen Físico Segmentario: Tórax y Pulmones; Universidad Católica de Chile, Escuela de Medicina.[1]